# 王造时
王造时（1903年9月2日—1971年8月5日），祖籍江西省安福县，原名雄生，威斯康辛大学政治学系学士、硕士、博士，光华大学文学院院长，复旦大学历史系教授。「救國會七君子」之一。

## 生平

### 清华时期
1903年9月2日，王造时出生于一个经营竹木生意的商贾。1911年，八歲的王造時入讀私塾，造時這個名字是他的發蒙老師朱廉夫所取。1913年，入讀安福小學，接受新式教育。1916年，周利生曾為王造時短期補習，並向他介紹了清華的狀況。夏，他赴北京投考清華未取，於是返回江西省立第一中學唸書。1917年夏，他和潘大逵、彭文應一起考入北京清华学校中等科。在清華時，曾組織“仁社”。1919年，参加五四运动，5月7日，他參加清華學生代表團宣傳罷工罷市，6月4日，被捕關押在北大法科樓。8月28日，第二次被捕。1921年，高等科二年級時被選為清华学生会幹事部長，並參與《清華周刊》的編輯。

### 留美时期
1925年8月，從清华大学畢業，當時羅隆基也從清華肄業，他和王造時、彭文應都是安福同鄉，故有“安福三傑”之稱。秋，考取官費赴美国威斯康星大学攻讀政治学，他在威大的生活非常勤勞，和同學合租，自己做飯，為了節約一些錢資助未婚妻朱透芳來美讀書。1928年秋，兩人結婚。1929年6月获政治学博士学位。在美國時，他很關注國內的政治局勢，時常邀請朋友討論，同時想成立一個政治組織，曾約集徐敦彰、彭文應、王國忠、陳國玱幾位同學集資，後來的《自由言論》和《主張與批評》都是用這筆錢創辦的。潘大逵. . 1986年3月.8月，到英国任伦敦经济学院研究员，师从英国费边社会主义代表人物哈罗德·拉斯基。

### 回国后
1929年，王造时经苏联回国，由潘光旦推薦在上海光华大学任政治系教授，住在滬西極司斐爾路，和孟壽椿、劉大傑等人是鄰居。1930年，羅隆基、潘光旦和張壽鏞政見不合，他們離職後王造時便兼任文法學院院長。1931年，王造時也因政治原因被光華解聘。

### 抗战时期
九·一八事变后，创办《主张与批评》半月刊，后又创办《自由论坛》杂志，同时開始做執業律師。王造时還與馬相伯、章乃器、鄒韜奮等人聯署發表了《上海文化界救國運動宣言》，並参与發起上海各界救国聯合会，积极支持十九路军和淞沪抗战。接着又与宋庆龄、鲁迅、杨杏佛等发起组织中国民权保障同盟，担任同盟的宣传委员、执行委员，参加援救被国民党关押在监狱里的革命者和进步学生的活动。1933年11月，他参加了“福建事变”，发表《为闽变忠告当局》宣言。1935年，一二·九運動爆發後，他与马相伯、沈钧儒等人共同组织上海文化界救国会，任執行委員。1936年，改任宣传部长，主持《上海文化界救国会会刊》和《救国情报》。6月，全国各界救国联合会成立，他被选为执行委员，常务委员。11月23日，他與沈鈞儒、章乃器、鄒韜奮、史良、李公朴、沙千里在上海被逮捕，被拘留在蘇州高等法院七個月，著被稱為“救國會七君子”事件。七七事變後，迫於形勢，王造時於7月31日出獄。1938年3月，王造时應熊式輝之聘與羅隆基、許德珩籌辦江西省政治讲习院教育主任兼教授，负责训练抗战时期江西省地方干部，並作為救國會代表參加国民参政会。9月，南昌淪陷，便轉赴吉安创办《前方日报》。1941年4月13日，蘇聯和日本簽訂了《日蘇中立條約》，王造時和救國會成員草擬聲明表示反對。

### 内战时期
1946年5月，返回上海创办前方書店、前進中學和自由出版社，同时兼任私人法律顾问。1947年7月18日，國民政府公佈《動員戡亂完成憲政實施綱要》，10月，學運爆發，王造時到十幾所大學演講支持反內戰。
1948年12月，蒋介石亲自下令查封由储安平创办的上海《观察》杂志，并逮捕《观察》的成員。王造时出面给当局施压、多方奔走，於次年2月保釋了美术家朱宣咸等《观察》的編委。作为上海市军事管制委员会委员，征用了虹口区多伦路93号花园洋房作为寓所。1949年，解放軍佔領上海後，他並未到新政府任職。

### 中華人民共和國成立后
1950年10月25日，王造時擔任華東抗美援朝分會理事。1951年8月，被陳望道、胡曲園聘為复旦大学政治系教授。1952年，他參加知識分子思想改造運動，院系調整後，復旦政治系併入華東政法學院，他被調到復旦歷史系兼任世界史教研室主任。1955年10月1日，他撰文支持五年計劃。1957年2月，被選為上海法學會副會長，3月20日，王造时在全國政協上發言刊在《人民日報》，題為《我們的民主生活一定日趨豐富美滿》。
“知无不言，言无不尽”和 “言者无罪，闻者足戒”的道理，大家当然懂得，实行却不太容易。拿一个或许是不伦不类的比喻来说，做唐太宗固然不易，做魏征更难。做唐太宗的非有高度的政治修养，难得虚怀若谷；做魏征的非对人民事业有高度的忠诚，更易忧谗畏讥。我想，现在党内各级干部中像唐太宗的可能很多，党外像魏征的倒还嫌其少。
1958年，大鳴大放時，王造時圍繞教育和民主法治提了一些意見，於是在後來的反右中被打成右派，成了“章羅同盟”上海分支的“頭目”。1960年9月30日，摘掉右派帽子后，在文化大革命中王造时又受到冲击。1966年11月2日，王造时被捕羈押在上海第一看守所，1971年8月5日，因肝肾综合症病逝獄中，享年70岁。王造时的两个儿子和女儿海若均患了精神分裂症，女儿海容因为拒绝参加复旦大学对其父亲的批斗，也被打成“反革命”，在父親死後不久她也死於癌症。

### 平反
1980年6月，他被平反，8月20日，上海市政协和复旦大学联合为他举行了追悼会。

## 主要著作
- 《荒谬集》
- 《世界近代史》

## 主要译作
- 黑格尔的《历史哲学》
- 摩瓦特的《近代欧洲外交史》、《现代欧洲外交史》
- 拉铁耐的《美国外交政策史》
- 拉斯基的《国家的理论与实际》、《民主政治在危机中》